# Programa de Ação Cultural
Programa de Ação Cultural (também conhecido como ProAc) é uma legislação de incentivo à cultura do Estado de São Paulo criada em 2006 através da Lei nº 12.268/2006. Inicialmente conhecido pela sigla PAC, no ano seguinte passou a ser denominado de ProAC para não haver confusão com o Programa de Aceleração do Crescimento. O ProAc financia atividades artísticas como teatro, dança, circo, audiovisual, quadrinhos, entre outros, oferecendo, a partir de editais anuais, valores para a viabilização financeira de projetos de diversos tamanhos e tipos apresentados por moradores do Estado. O ProAc ganhou por duas vezes o Troféu HQ Mix na categoria "Grande contribuição", em 2010 e 2015, por causa dos editais para produções de obras em quadrinhos.